# Kyle Casciaro
Kyle Casciaro (ur. 2 grudnia 1987 na Gibraltarze) – gibraltarski piłkarz, napastnik. Zawodnik klubu Lincoln Red Imps FC.
Jego dwaj bracia – Ryan i Lee również są piłkarzami.
W 2013 roku Kyle zadebiutował w reprezentacji swojego kraju.